# Угорщина на літніх Олімпійських іграх 1904
З угорської частини Австро-Угорщини взяли на літніх Олімпійських іграх 1904 4 спортсмени у 2 видах спорту. За результатами змагань команда зайняла п'яте місце в медальному заліку.

## Медалісти

### Золото
|   |               |                                     |
| № | Спортсмен     | Вид спорту (дисципліна)             |
| 1 | Золтан Халмаї | Плавання (50 ярдів вільним стилем)  |
| 2 | Золтан Халмаї | Плавання (100 ярдів вільним стилем) |

### Срібло
|   |           |                                  |
| № | Спортсмен | Вид спорту (дисципліна)          |
| 1 | Геза Кішш | Плавання (1 миля вільним стилем) |

### Бронза
|   |           |                                     |
| № | Спортсмен | Вид спорту (дисципліна)             |
| 1 | Геза Кішш | Плавання (880 ярдів вільним стилем) |

## Результати змагань

### Легка атлетика
| Змагання                 | Спортсмени   | Півфінал  | Півфінал | Додатковий раунд | Додатковий раунд | Фінал      | Фінал      |
| Змагання                 | Спортсмени   | Результат | Місце    | Результат        | Місце            | Результат  | Місце      |
| ------------------------ | ------------ | --------- | -------- | ---------------- | ---------------- | ---------- | ---------- |
| 60 метрів                | Бела Мезьо   | невідомо  | 4        | не пройшов       | не пройшов       | не пройшов | не пройшов |
| 10 метрів                | Бела Мезьо   | невідомо  | 3        |                  |                  | не пройшов | не пройшов |
| Стрибки у довжину        | Бела Мезьо   |           |          |                  |                  | невідомо   | 7-10       |
| Стрибки у висоту         | Лайош Гьонці |           |          |                  |                  | 1,75 м     | 4          |
| Стрибки у висоту з місця | Лайош Гьонці |           |          |                  |                  | 1,35 м     | 5          |

### Плавання
| Змагання                 | Спортсмени    | Півфінал  | Півфінал | Фінал     | Фінал |
| Змагання                 | Спортсмени    | Результат | Місце    | Результат | Місце |
| ------------------------ | ------------- | --------- | -------- | --------- | ----- |
| 50 ярдів вільним стилем  | Золтан Халмаї | 29,6      | 1        | 28,2      | 1     |
| 100 ярдів вільним стилем | Золтан Халмаї | 1:06,2    | 1        | 1:02,8    | 1     |
| 880 ярдів вільним стилем | Геза Кішш     |           |          | невідомо  | 3     |
| 1 миля вільним стилем    | Геза Кішш     |           |          | 28:28,2   | 2     |